# Тургеневская улица (Ростов-на-Дону)
Турге́невская у́лица — торговая улица в центре города, одна из старейших Ростова-на-Дону.

## История
Одна из старейших улиц города. В 90-х годах позапрошлого века она называлась Полицейской. А так как на ней размещалась городская полицейская часть, жили городничий и полицмейстер, власти заботились о ней. В частности, об освещении. В 1848 году городская дума, как указывается в книге И. Кузнецова «Прошлое Ростова», вышедшей в 1897 году, просила екатеринославского губернатора дать освещение хотя бы для наиболее значительных улиц, в том числе и для Полицейской — 300 саженей. Одной из первых в Ростове эта улица осветилась масляными фонарями.
О Полицейской писал в своих «Картинках ростовской жизни» А. И. Свирский: 

 «По-прежнему утопает в своей чудовищной грязи, по-прежнему колокольный звон ближайшей церкви и звонкие голоса приютских детей заглушаются циничными песнями пьяных завсегдатаев веселых домов…». 
Уже из этого отрывка ясно, что тогда представляла собой улица. «Ближайшая церковь» — это, конечно, собор, приют и грязь.
Сначала городская дума переименовала в Тургеневскую Сенную улицу (сейчас улица Горького). Но в 1896 году, отменив своё прежнее решение, дума нарекла именем знаменитого писателя Полицейскую улицу. В газетах тогда с запозданием писалось, что грязной Полицейской, если уже её переименовывать, больше подошло бы название Базарной или Торговой, а имя И. С. Тургенева следовало бы дать другой — лучшей улице. Но на это дума уже не реагировала.
Переименование ничего здесь не изменило. Улица у Старого базара осталась, конечно, типично торговой. Здесь было много складов, мелких магазинов и лавок, принадлежавших торговцам всех национальностей.
Из промышленных заведений здесь было, кажется (у Почтового переулка, ныне переулка Островского), одно: уксусный завод Г. И. Чмелева. Построенный в 1889 году, он довёл производство двадцать лет спустя до 40 тысяч вёдер уксуса, который шёл в Ростов, Нахичевань, в Донскую область и на весь Северный Кавказ, а также в Екатеринославскую губернию. И ещё в справочнике 1914 года отмечались местные «достопримечательности»: окружное земство на углу Николаевского переулка (ныне проспект Семашко), хоральная синагога в Казанском переулке (Газетный).

## Архитектура зданий
| Номер дома                    | Изображение | Архитектура |
| ----------------------------- | ----------- | --- |
| 5                             |             | Здание построено в начале XX века в стиле модерн. В оформлении фасада использован немногочисленный кирпичный стилизованный декор. Симметрию подчеркивает центральная и крайние раскреповки, завершённые аттиками. Архитектурно-художественный облик здания формируют: каплевидный орнамент раскреповок, геометрические вставки под окнами первого и третьего этажей, над окнами второго, наличники с замковыми камнями — третьего и т. д. Утрачены завершения аттиков и первоначальны завершения балконов. Здание прямоугольное в плане, трёхэтажное с подвалом и чердачной крышей, кирпичное. В начале 20 века, дом принадлежал Д. С. Коркошко. Памятник гражданской архитектуры XX века, доходный дом в стиле модерн, доминируя над окружающей застройкой, является градоформирующим элементом улицы: отражает стилистическое многообразие её застройки. |
| 15                            |             | Здание построено в конце XIX — начале XX веков. Его архитектурно-художественный облик определяют: восточная раскреповка с проездом на первом этаже и полуциркульной нишей на втором, рустовка первого этажа и лопаток второго, междуэтажная тяга, карниз с модульонами и зубчиками, подоконные ниши и др. Заложен подъём подвального этажа, заменены оконные переплёты и полотна ворот. Здание прямоугольное в плане, двухэтажное с подвалом и двухскатной крышей, кирпичное. В 1913 году принадлежал А. М. Давыдовой. |
| 19                            |             | Здание построено на рубеже XIX—XX веков в стиле эклектика. Его архитектурно-художественный облик определяют: рустовка обоих этажей, декоративные замки над окнами первого, междуэтажная и подоконные тяги, карниз с двумя ярусами сандриков, обрамление окон второго этажа простыми наличниками и прямоугольными сандриками с треугольными навершиями и др. Заменены первоначальные балконы, оконные и дверные заполнения. Здание Г-образной конфигурации в плане, двухэтажное, с подвалом и многоскатной крышей, кирпичное. В 1913 году принадлежал А. Травалио. |
| 21                            |             | Здание построено в последней четверти XIX века в стиле эклектика. В оформлении фасада использованы элементы кирпичного декора, характерные для классицизма и барокко. Крайние по фасадам окна фланкированы рустованными лопатками и выделены на втором этаже дугообразными сандриками с картушками. Проёмы в центральных частях фасада оформлены: на первом этаже -рустовкой и сандриками с декоративным замком, второго — декоративными пилястрами и прямоугольными сандриками на декоративных кронштейнах. Архитектурно-художественный облик здания формирует также: подоконные геометрические вставки, профилированный карниз, фриз с ширинками и декоративными кронштейнами и т. д. Утрачены первоначальные ограждения балконов, оконные и дверные заполнения. Здание прямоугольное в плане, двухэтажное с подвалом и чердачной крышей, кирпичное. |
| 23                            |             | Здание построено в конце XIX века в стиле эклектика. Симметрию подчеркивают две крайние раскреповки и центральный ризалит с въездной аркой, акцентированный, на втором этаже сближенными окнами, оформленным полуциркульными сандриками с декоративными замками и розетками в тимпанах. Архитектурно-художественный облик здания определяют: оформление окон наличниками и профилированными архивольтами на первом этаже, разнообразными сандриками сложно конфигурации — на втором, подоконные прямоугольные крыши с филёнками на первом, и квадратами — на втором этаже, междуэтажная тяга, карниз с сухариками, ниши в простенках нижнего этажа и др. Сохранились две парадные двери — двухстворчатые, с остеклёнными фрамугами. Полотна их филёнчатые с круглыми окнами в верхней части и с декоративными накладками. В проезде сохранились первоначальная кованая ажурная фрамуга, полотна ворот утрачены. |
| 35                            |             | Здание построено в конце XIX века в стиле эклектика. В оформлении использован многочисленный лепной и штукатурный декор, характерный для классицизма и барокко. Фасады по улице и переулку оформлены пилястр большого композитного ордера со сложно-декорированным антаблементом. Симметрия фасада по улице акцентированы центральной раскреповкой с дугообразным завершением, сложной конфигурацией двух её верхних сандриков, объединённых розеткой. Симметрия фасада по переулку также подчеркнута усложнёнными наличниками двух центральных окон второго этажа в виде ионических пилястр, дугообразными сандриками, сложнодекоративными вставками подоконных ниш. Архитектурно-художественный облик здания дополняют: декоративные кронштейны фриза, акантовые листы на замковых камня наличников, десюдепорты над окнами первого этажа и под венчающим карнизом в центрах фасадов, орнаментальные вставки на стволах пилястр и подоконных нишах второго этажа и т. д. В створе с фасадом по переулку сохранились арочные ворота, первоначальные полотна ворота которых утрачены. Три оконных проёмов по фасаду растесаны с устройством современных балконов. |
| 38                            |             | Здание построено в конце XIX века. В оформлении фасада использованы композиционные приёмы и декор, характерные для неоклассического направления эклектики: рустовка первого этажа, оформление окон наличниками и контрналичниками, решёнными в виде портиков, поэтажное членение междуэтажной тягой, венчающий карниз. Три оконных проёма второго этажа растесаны с устройством современных балконов. Первоначальные заполнение проёмов нижнего этажа заменены. Здание прямоугольное в плане, двухэтажное с подвалом и четырёхскатной крышей; кирпичное, отштукатуренное. |
| 40                            |             | Здание построено в последней четверти 19 века в стиле эклектика. Симметрию фасада подчеркивают крайние раскреповки, акцентирующие парадный вход и въезд, выделены во втором этаже полуциркульными проёмами и завершённые аттиками. Архитектурно-художественный облик задания определяют: рустовка обоих этажей, обрамление окон второго этажа наличниками и прямоугольными сандриками, геометрические вставки подоконного пояса верхнего этажа и фриза, междуэтажная и подоконная тяга, профилированный карниз и др. На фасаде первого этажа заложен первый дверной проём, изменены три оконных проёма; на втором этаже частично заложен один полуциркульный проём балкона, полностью заменены оба балкона, утрачены завершения аттиков, заменены все оконные переплёты и дверные полотна кроме парадного входа. |
| 44                            |             | Здание возведено в XIX веке в южной части площади Старый базар как доходный дом. В оформлении его использован многочисленный кирпичный декор характерный для неоруского направления эклектики. Первый этаж здания предназначен для лавок и магазинов, подвал — для складов, второй и третий этажи — для сдачи жилья в наём. В трёхъярусной ритмической композиции фасада насыщенностью декора выделяются две раскреповки, акцентирующие первоначальные ячейки торговых помещений нижнего этажа. Горизонтальные членения фасада осуществляются междуэтажными поясами, широким фризом и ступенчатым карнизом. Проёмы первого этажа оформлены декоративными клинчатыми перемычками; в простенках второго этажа размещены рустованные лопатки объединённые узкими аркатурными поясами, проёмы имеют подоконные зубчики. Полуциркульные проёмы третьего этажа оформлены архивольтами на декоративных лопатках. Широкий фриз украшен чередованием розеток и геометрических вставок с гирьками. Венчающий карниз прерывается на раскреповках архитектурным поясом. Архивольты проёмов на втором этаже стволы колонок имеют кувшинообразную конфигурацию. Ряд дверных проёмов первого этажа частично заложен с устройством окон. Заменены дверные полотна и большая часть оконных переплётов. Устроены новые балконы. |
| 66-68 / Газетный переулок, 18 |             | Солдатская синагога |
| 76                            |             | В рамках общероссийской гражданской инициативы «Последний адрес» 15 марта 2017 года на доме была прикреплена мемориальная табличка памяти священника Куприана (Дума, Куприян Матвеевич), расстрелянного в октябре 1921 года органами ДонЧК и реабилитированного в 1998 году. Таким образом, Ростов стал 30-м городом России, в котором действует проект «Последний адрес». |

Фотогалерея
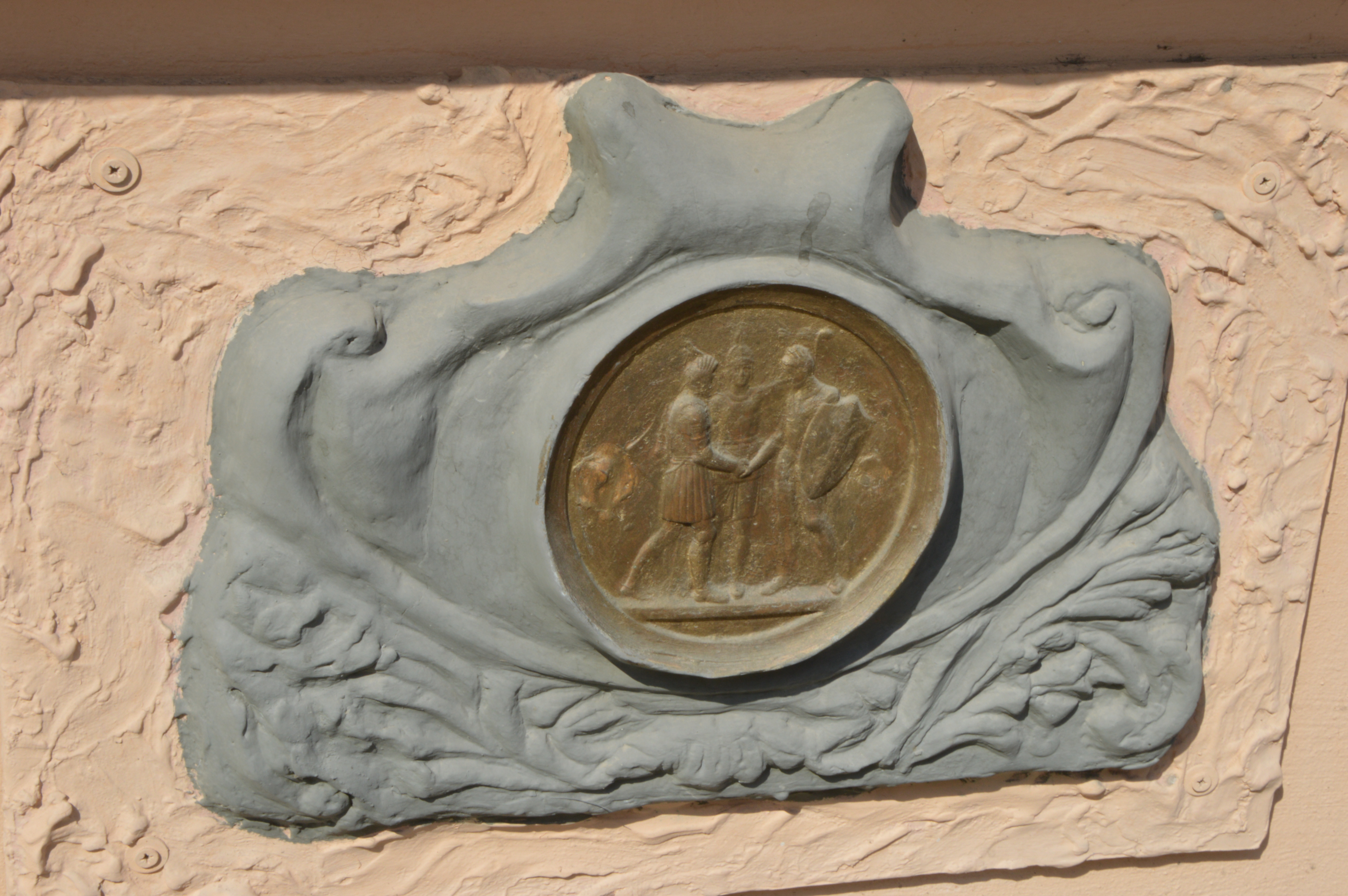
Элемент декора
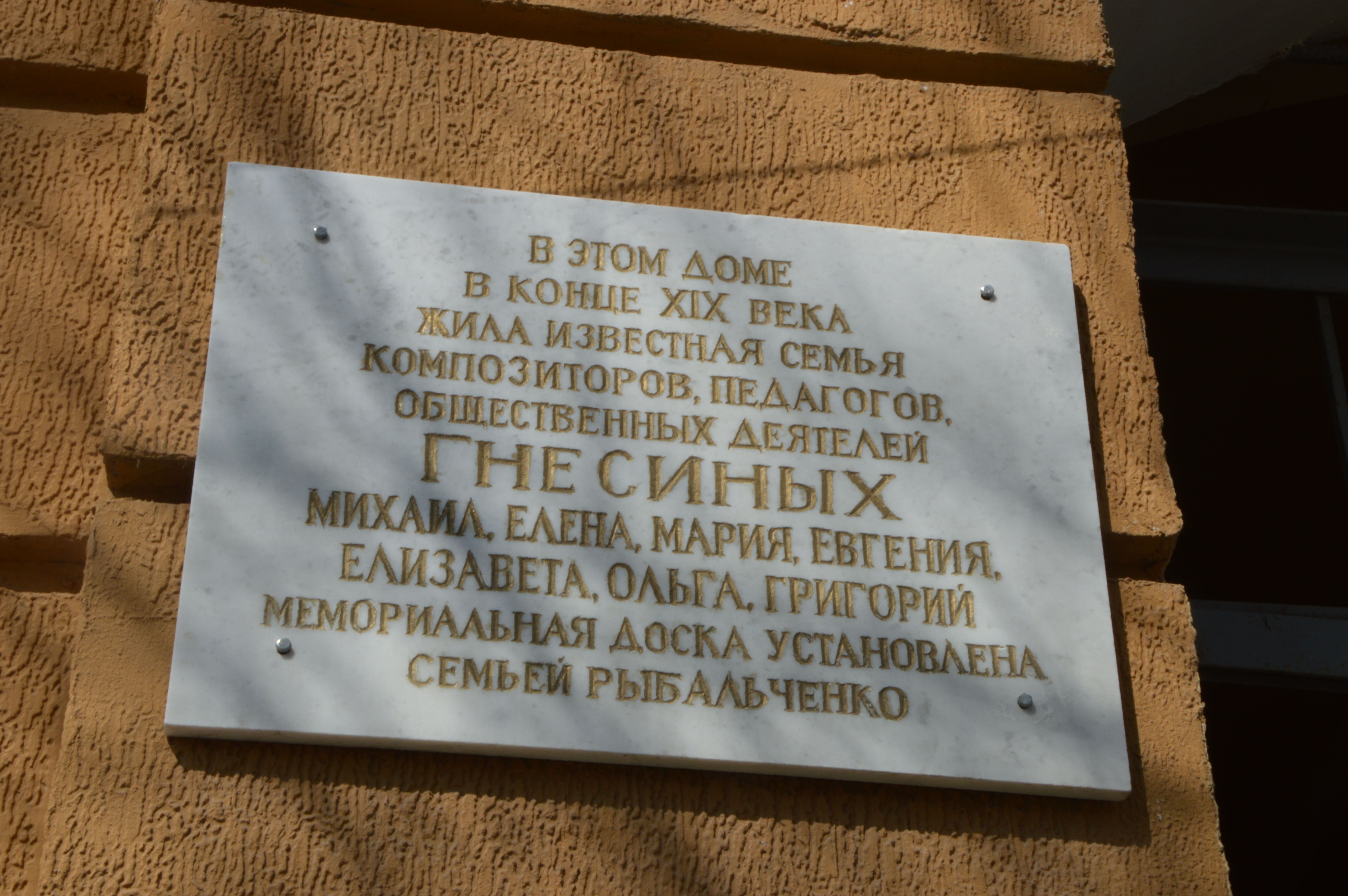
Мемориальная доска
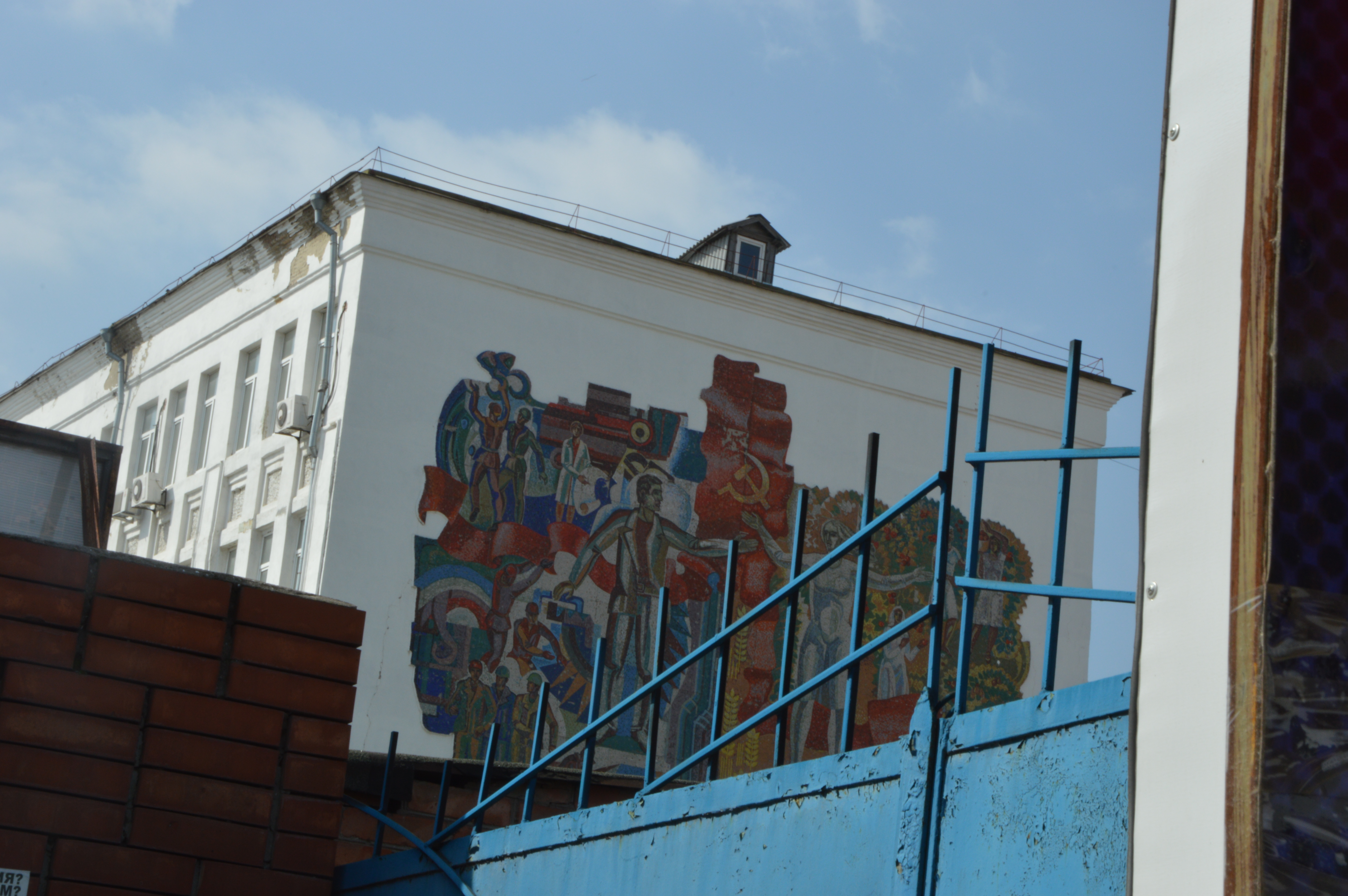
Изображение на здании
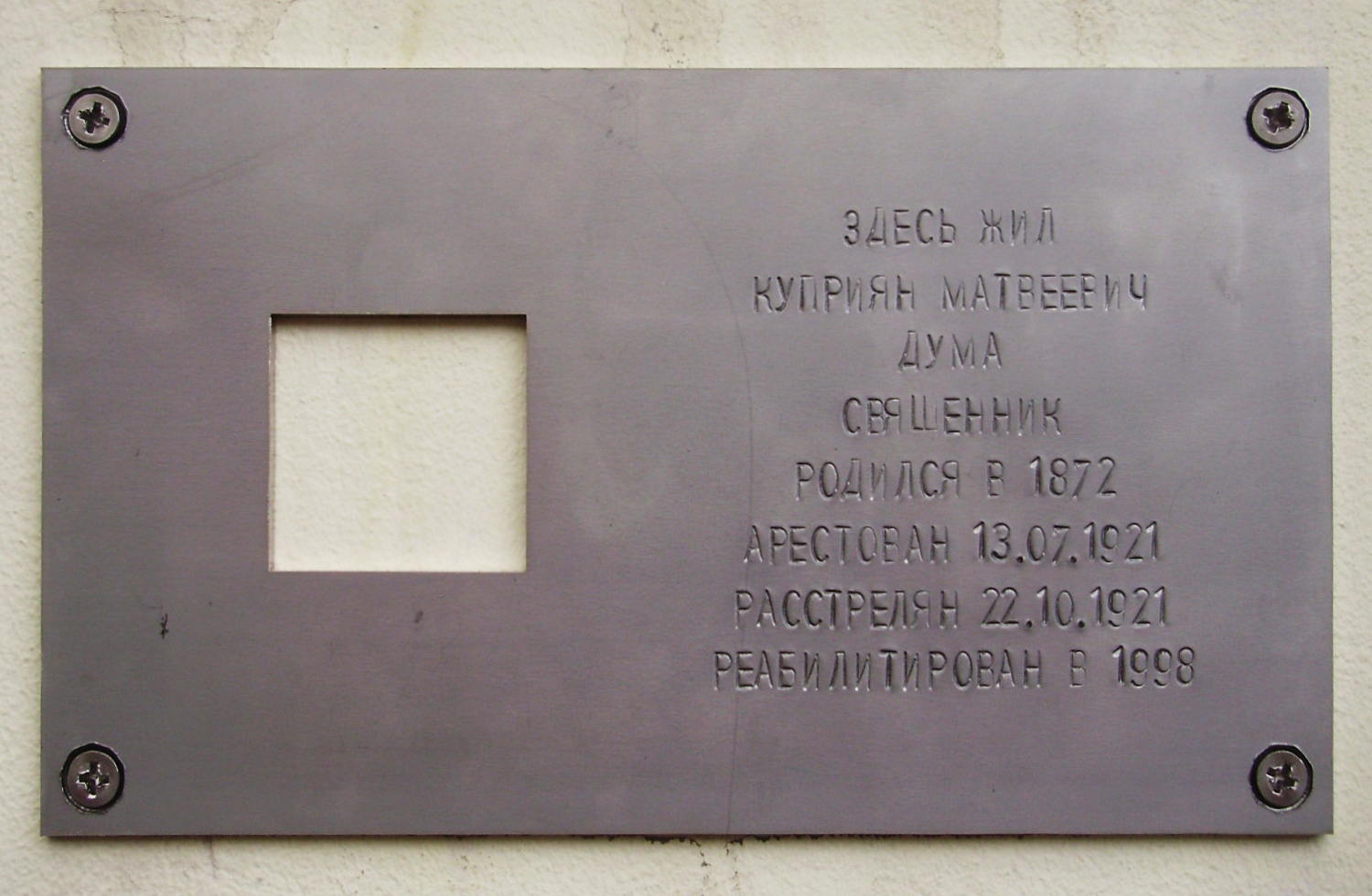
Мемориальная табличка